# Torreblascopedro, Jaén
Torreblascopedro este un oraș din Spania, situat în provincia Jaen din comunitatea autonomă Andaluzia. Are o populație de 2.832 de locuitori.